# 1121 Natascha
1121 Natascha è un asteroide della fascia principale. Scoperto nel 1928, presenta un'orbita caratterizzata da un semiasse maggiore pari a 2,5460091 UA e da un'eccentricità di 0,1589332, inclinata di 6,16078° rispetto all'eclittica.
Il suo nome è in onore di Nataša Tichomirova, figlia dell'astronomo russo Grigorij Nikolaevič Neujmin.